# نخل بهشتی
 نخل بهشتی(نام علمی: Howea forsteriana) نام یک گونه از تیره نخل است.